# Thomas Kendall

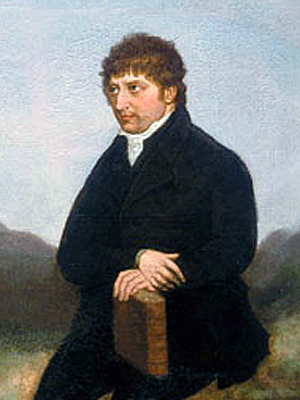
Thomas Kendall (1820)

Thomas Kendall (* 1778 in North Thoresby, Lincolnshire, England; † August 1832 in der Jervis Bay, Australien) war ein englisch-neuseeländischer Missionar und Linguist, der im Missionsauftrag der Church Missionary Society (CMS) in Neuseeland siedelte, dort die ersten viktorianisch ähnlichen Sonntagsschulen gründete und 1815 das erste Wörterbuch Māori-English herausgab.

## Leben und Wirken

### Frühe Jahre
Thomas Kendall wurde am 13. Dezember 1778 in North Thoresby in der englischen Grafschaft Lincolnshire getauft. Obwohl sein Geburtsdatum nicht bekannt ist, darf sein Geburtsjahr mit 1778 als wahrscheinlich angenommen werden. Sein Vater, Edward Kendall, heiratete spät eine wesentlich jüngere Frau, Susanna Surfit (oder Sorflitt). Thomas war wohl das fünfte Kind von sieben in der Familie und wurde von seiner Mutter religiös erzogen.
Im Alter von 14 Jahren verließ er das Elternhaus, um Arbeit zu finden. Er fand eine Anstellung bei einem Rechtsanwalt, in dessen Familie er auch lebte. Ein Jahr später wechselte er als Lehrer an eine Dorfschule in Immingham. William Myers, der Vikar des Dorfes, war von seiner Intelligenz beeindruckt und empfahl ihm, Theologie und Latein zu studieren. Mit 18 Jahren folgte Kendall seinem Tutor Myers nach North Somercotes in Lincolnshire und assistierte ihm in der Schule. Daneben standen ihm 15 Acre Farmland zur Bewirtschaftung zur Verfügung.
Am 21. November 1803 heiratete er Jane Quickfall in Kirmington (North Lincolnshire). Sie hatten zusammen neun Kinder. Kendall wurde Kolonialwarenhändler und selbstständiger Textilkaufmann in North Thoresby, konnte aber davon seine Familie nicht ernähren. Einem Spekulationsgeschäft folgend, reiste er im November 1805 nach London, wo er mit Reverend Basil Woodd, einem prominenten Vertreter der Erweckungsbewegung, in Kontakt kam.

### London
Begeistert von Woodd's Botschaften, verkaufte er im Januar 1806 sein Geschäft und ging mit seiner Familie nach London, wo er Anhänger der Bentinck Chapel Kirchengemeinde wurde und dort angeblich seine Wiedergeburt erfuhr. Den Familienunterhalt verdiente er sich als Lehrer.
In tiefer Religiosität verwurzelt und von durch Illusionen geprägten Idealen geleitet, bewarb sich Kendall 1808 bei der Church Mission Society (CMS), um als Missionar Siedler in Neuseeland werden zu können. Samuel Marsden, Geistlicher und Vertreter der CMS aus New South Wales, konnte die CMS von dem Sinn eines Missionsprojektes in Neuseeland überzeugen und reiste im August 1809 mit William Hall und John King, aber ohne Kendall, zurück nach Sydney, um das Projekt in Neuseeland anzugehen.
Kendall wurde stattdessen angewiesen, sich mit den neuen Lehrmethoden der Church Mission Society, die auf Methoden von Andrew Bell und Joseph Lancaster basierten, vertraut zu machen. Kendall arbeitet bis Mai 1813 auch weiterhin als Lehrer, bis er die Erlaubnis zur Reise bekam.

### Neuseeland

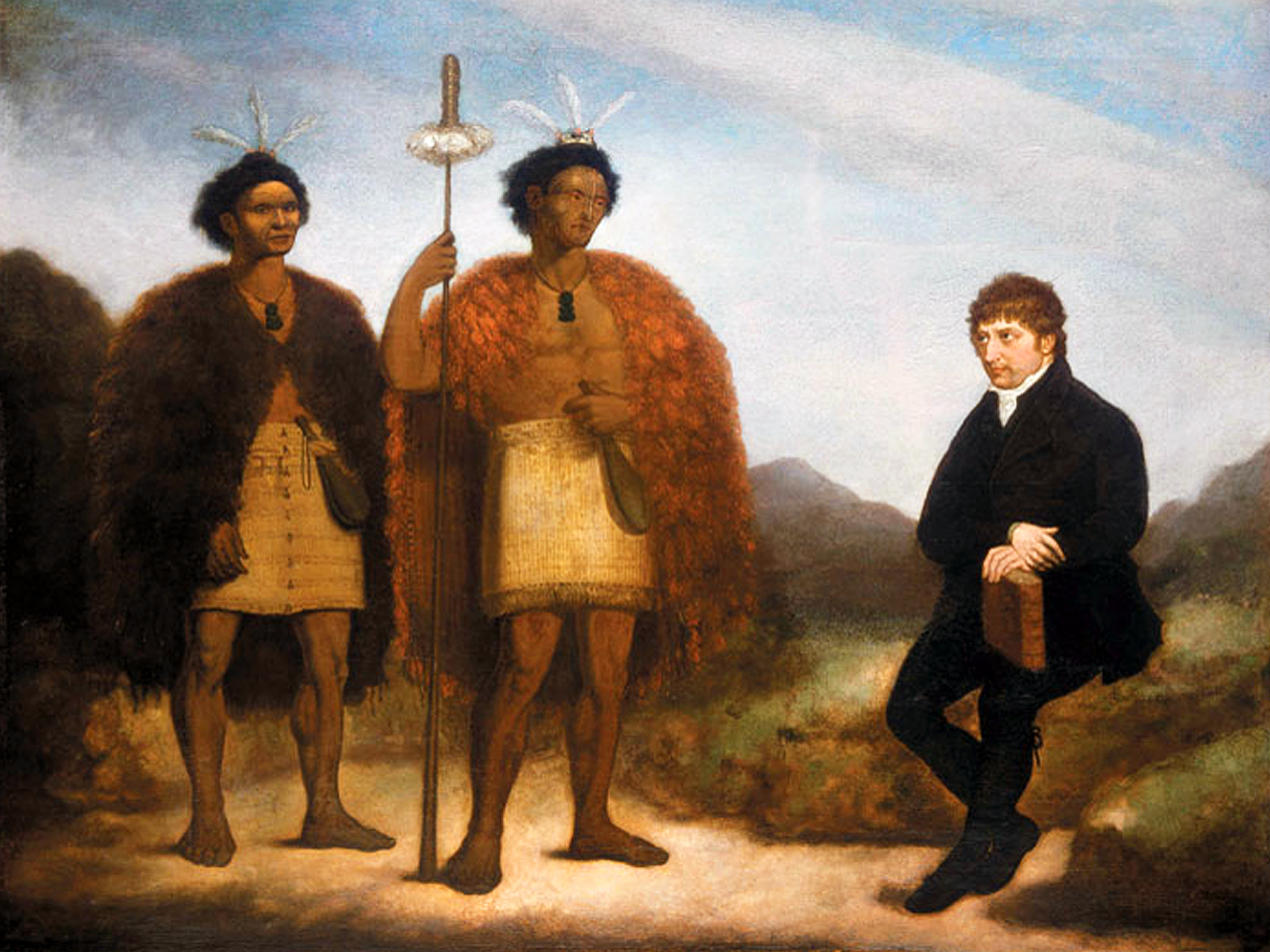
Thomas Kendall zusammen mit den Māori-Chiefs Waikato und Hongi Hika (1820)

In Sydney angekommen, musste Kendall mit seiner siebenköpfigen Familie noch bis zum 14. März 1814 warten, bis Samuel Marsden, der Leiter des Missionsprojektes, ihn endlich nach Neuseeland holte. Am 10. Juni in der Bay of Islands angekommen, trafen Kendall und Hall die beiden Māori-Chiefs Hongi Hika, Anführer des Ngāpuhi Iwi und seinen Neffen Ruatara Vertreter des Hikutu Hapū.
Begleitet von den Māori-Chiefs Hongi Hika, Ruatara, Korokoro und Tui reisten sie am 22. August zurück nach Sydney um sich mit Marsden zu treffen. Nachdem Marsden sich mit den Chiefs über das Missionsprojekt und der Möglichkeit des Handels einig geworden war, konnten Kendall, Hall zusammen mit John King unter der Leitung von Marsden am 28. November 1814 nach Neuseeland reisen. Mit der Genehmigung des Gouverneurs von New South Wales und unter dem Schutz der beiden Chiefs Hongi Hika, Ruatara eröffnete Marsden im Dezember 1814 in der nördlichen Bay of Islands die erste Missionsstation und Kendall wurde ihr Leiter. Zuvor hatte Gouverneur Lachlan Macquarie ihn mit Wirkung vom 12. November 1814 zum Justice of the Peace (Friedensrichter) für Neuseeland ernannt.
Kendall studierte die Sprache der Māori von Anfang an und gab 1815 in Sydney ein einfaches Vokabel- und Lehrbuch unter dem Titel "A korao no New Zealand - New Zealand's first book" heraus. Am 12. August 1816 eröffnete er in der Rangihoua Bay mit 33 Schülern eine erste Schule, musste sie aber Ende 1818 mangels Unterstützung wieder schließen.
1818 sandte er ein Manuskript seiner fortgesetzten Sprachforschung zur Church Mission Society nach London. Doch Professor Samuel Lee Oriental-Linguist der Cambridge University und frühere Protegé der CMS hatte Zweifel an der Richtigkeit von Kendalls Aufzeichnungen.
Daraufhin reiste Kendal 1820 mit Hongi Hika und Waikato, Chief von Rangihaua unautorisiert nach London. Trotz der Missbilligung durch die CMS bekam Kendall Anerkennung und weite Aufmerksamkeit. Zusammen mit den Māori-Chiefs fertigten Professor Lee und er ein Wörterbuch der Maorisprache an. Die Arbeit wurde noch im gleichen Jahr unter dem Namen "A Grammar and Vocabulary of the Language of New Zealand" von der CMS in London veröffentlicht.
Am 12. November 1820, noch während seines Aufenthalts in London, ernannte ihn Bischof Ely zum Priester für Neuseeland. Hongi Hika und Waikato wurden König George IV. vorgestellt und der Maler James Barry porträtierte Kendall zusammen mit den beiden Māori-Chiefs.
Im Juli 1821 kehrte Kendall zurück nach Neuseeland. Zwar verband ihn weiterhin eine Freundschaft mit Hongi Hika, doch bei den europäischen Siedlern verlor er zusehend die Anerkennung und Unterstützung. Im Zuge der Musketenkriege befürwortete er den Waffenhandel, an dem er auch selbst beteiligt war. Ende 1821 hatte Kendall eine Affäre mit Rakau, der 17 Jahre alten Tochter von Rangihoua. Obwohl er die Beziehung im April 1822 beendete, war Kendall für Samuel Marsden und die Church Mission Society nun nicht mehr tragbar. Die Affäre, der Waffenhandel, die Spannungen zwischen ihm und den anderen Missionaren und seine Briefe an die CMS, in denen er seine Sicht über Mythologie und Weltsicht der Māori erklärte, fanden im August 1822 durch seine Entlassung ihren Abschluss. Marsden, der ihm die Entlassung selbst überbracht hatte, versuchte Kendall zum Verlassen des Landes zu bewegen. Kendall aber blieb und zog nach Matahui in den südlichen Teil des Bay of Islands Distrikts.
Trotz seiner Entlassung sandte er zwischen 1822 und 1824 weiterhin sieben Briefe, einige Zeichnungen und drei Lieferungen mit Māori-Schnitzereien an die Church Mission Society nach London. Mangelnde Anerkennung und die Tatsache, dass auch seine Familie gesellschaftlich isoliert war, ließ Kendall nach einer Veränderung Ausschau halten.

### Chile und New South Wales
Als eine Stelle als Angestellter im britischen Konsulat in Valparaíso ausgeschrieben wurde, bewarb er sich mit Erfolg und ging mit seiner Familie im Februar 1825 nach Chile. Er arbeitete dort u. a. als Tutor für die Kinder des Konsuls und als inoffizieller Pastor für die britische Gemeinde vor Ort. Doch seine Gesundheit, verbunden mit den klimatischen Verhältnissen, zwangen ihn 1827 Chile wieder zu verlassen. Er ging mit seiner Familie nach New South Wales, doch Basil, sein zweiter Sohn blieb.
Kendall bekam die Recht an 1280 Acre Land am Narrawallee Creek nahe Ulladulla und stieg in den Handel mit Zedernholz in Sydney ein. Des Weiteren arbeitete er weiter an der Erforschung der maorischen Sprache, doch Marsden verhinderte jeden Versuch einer Veröffentlichung erfolgreich.
Kendall ertrank im August 1832 bei der Havarie seines Schiffes. Der Schoner Brisbane kenterte in der Jervis Bay. Die Familie blieb in Ulladulla. Sein Sohn Thomas Surfleet Kendall hatte dort ebenfalls Landeigentum. Sein zweiter Sohn Basil war Vater des australischen Dichters Henry Kendall (1839–1882).

## Werke
- Thomas Kendall: A korao no New Zealand - New Zealand's first book. printed by G. Howe, Sydney 1815 (englisch, Kendalls Buch war ein Vokabel- und Anfangslehrbuch für die maorische Sprache. Er verfasste es auf Englisch und Italienisch. Es wurden davon 200 Exemplare gedruckt).
- Thomas Kendall, Samuel Lee: A Grammar and Vocabulary of the Language of New Zealand. Church Missionary Society, London 1820 (englisch).